# Allothereua bidenticulata
Allothereua bidenticulata är en mångfotingart som beskrevs av Karl Wilhelm Verhoeff 1925. Allothereua bidenticulata ingår i släktet Allothereua och familjen spindelfotingar.

## Underarter
Arten delas in i följande underarter:
- A. b. linderi
- A. b. bidenticulata
- A. b. vittata